# 普尔纳
普尔纳（Purna），是印度马哈拉施特拉邦Parbhani县的一个城镇。总人口33231（2001年）。

## 人口
该地2001年总人口33231人，其中男性17074人，女性16157人；0—6岁人口4663人，其中男2425人，女2238人；识字率68.49%，其中男性为77.52%，女性为58.95%。